# Na końcu świata (film)
Na końcu świata (ros. Край) – rosyjski dramat obyczajowy z 2010 roku w reżyserii Aleksieja Uczitiela.

## Opis fabuły
Syberia, jesień 1945 roku. Do niedużej stacji kolejowej pod nazwą Kraj (w oryginale tytuł filmu) przyjeżdża zdemobilizowany frontowiec Ignac – maszynista (przed wojną jeżdżący na superparowozach "IS"). Ignac szybko nawiązuje znajomość z miejscową pięknością Sofią i zamieszkuje wraz z nią i jej dzieckiem w położonym przy stacji osiedlu drwali. Jego mieszkańcy to przymusowi osiedleńcy – ludzie, którzy podczas wojny znaleźli się pod okupacją lub na terytorium niemieckim. Pomimo braku uprawnień, z braku rąk do pracy Ignac dostaje własny parowóz. Niestety, z powodu brawurowego wyścigu jaki urządził sobie parowozem chcąc pokazać swoje mistrzowskie umiejętności, naczelnik stacji zdejmuje go ze stanowiska. Wkrótce od miejscowego spekulanta Wowki Ignac dowiaduje się o zapomnianym parowozie stojącym za rzeką za zniszczonym wiaduktem. Postanawia sprowadzić go do Kraju. W tym celu udaje się tam drezyną i odnajduje zapuszczoną lokomotywę. Ma ona jednak swojego lokatora – jest nią Niemka Elza, kora przybyła do ZSRR wiosną 1940 wraz z ojcem inżynierem i jego współpracownikiem Gustawem i jako jedyna uciekła NKWD podczas próby aresztowania rok później. Przeżyła w parowozie 4 lata, nie zna języka, nie widziała ludzi, nie wie nawet, że była wojna. Ignac – zdolny maszynista uruchamia parowóz, zabiera ze sobą Elzę, przy jej pomocy prowizorycznie naprawia wiadukt i szczęśliwie sprowadza pojazd na stację. W nagrodę otrzymuje parowóz jako maszynista. Elza natomiast spotyka się z ogólną wrogością mieszkańców osady dla których jest znienawidzoną Niemką. Wyobcowana i przeganiana, zamieszkuje w parowozie Ignaca, któremu nadaje imię "Gustaw". Zostaje na nim palaczem i zbliża się do Ignaca. Pomiędzy obojgiem tak różnych sobie ludzi, którzy nawet nie potrafią się porozumieć szybko wybucha prawdziwe uczucie. Jednak mieszkańcom osady niemieckie imię lokomotywy, Elza i jej związek z Ignacem coraz bardziej się nie podoba. Nie bez znaczenia są tu zranione uczucia porzuconej Sofii i ubiegającego się bez powodzenia o jej względy Stiepana, który w Igancu widzi swojego głównego konkurenta. Podczas ogólnej libacji w osadzie, jaka ma miejsce z okazji potrącenia przez parowóz Siepana wielkiego niedźwiedzia, dochodzi do zamieszek i próby linczu Ignaca i Elzy. Całemu zajściu zapobiega pożar jaki wybucha w osadzie oraz przybycie majora NKWD Fiszmana. Stary czekista, dowiadując się, że w osiedlu zamieszkuje Niemka i niemieckie dziecko (chłopczyk Sofii, przygarnięty przez nią podczas pobytu w Niemczech), przybywa by ich aresztować. Obydwoje zamyka w towarowym wagonie, zabija próbującą bronić malca Sofię i terroryzuje mieszkańców. Następnie próbuje odjechać wraz z "aresztantami", ale stary maszynista odmawia jazdy po tym co zrobił major. Fiszman sam rusza parowozem. W tym czasie nadjeżdża Ignac, który wraz z lokomotywą był poza osadą. Podejmuje pościg za majorem i wyprzedza go na mijance, udowadniając jednocześnie, że to co zawsze twierdził o możliwościach parowozu typu "O", który obsługuje, było prawdą – osiąga prędkość 75 km/h. Zastępuje swoim parowozem tor "Fiszmanowi" (jak się okazuje nie było to nazwisko majora, ale nazwa parowozu – FSz-M, którym ten się przemieszczał) i doprowadza do kolizji. Obydwaj maszyniści – NKWD-ysta i Ignac – wychodzą z niej cało. W pojedynku do jakiego następnie dochodzi pomiędzy nimi zwycięża Ignac – uderza majora w głowę szybkościomierzem ze swojego parowozu, pozbawiając go przytomności i jak się później okazuje pamięci. W ostatniej scenie filmu Ignac, Elza i Paszka odjeżdżają na drezynie ku nowemu życiu. Jak mówi po rosyjsku głos Elzy zza kadru, założyli dom, załatwili sobie nowe dokumenty, Elza udaje niemowę i urodziła Ignacowi jeszcze troje dzieci.

## Główne role
- Władimir Maszkow – Ignac
- Alieksiej Gorbunow – naczelnik stacji
- Siergiej Garmasz – major NKWD ("Fiszman")
- Anjorka Strechel – Elza
- Aleksandr Baszyrow – Wowka
- Julia Pieriesild – Sofia
- Ruben Karapietian – stary maszynista
- Wiaczesław Krikunow – Stiepan

## O filmie
Na końcu świata był jednym z głośniejszych filmów rosyjskich roku 2010. Zrealizowany kosztem 12 mln dolarów, przez znanego reżysera z udziałem gwiazdy rosyjskiego kina Władimira Maszkowa w roli głównej. W ciągu pierwszego weekendu wyświetlania zarobił w Rosji prawie 2 mln dolarów. Otrzymał najbardziej prestiżową nagrodę świata filmu rosyjskiego – "Złotego Orła" w czterech kategoriach (za najlepszą reżyserię, najlepszą rolę męską, najlepszą rolę żeńską i najlepszą drugoplanowa rolę żeńską). Był nominowany do Złotego Globu i wysunięty przez Rosję jako kandydat do nominacji Oscara w kategorii najlepszy film nieanglojęzyczny za rok 2010.
9 grudnia 2010 na Warszawskim Międzynarodowym Festiwalu Filmowym miała miejsce oficjalna premiera filmu w Polsce.
Zdjęcia nie były kręcone na Syberii, lecz w okolicach Petersburga (Ługa, Peterhof) oraz w obwodzie pskowskim. Scenariusz do filmu przerabiano 109 razy.
W filmie praktycznie nie występują efekty specjalne oparte na grafice komputerowej, np. scena przejazdu parowozu Ignaca przez walący się wiadukt jest autentyczna.
Parowozy serii "FSz-M", nazywane w filmie "Fiszmanami" w rzeczywistości nigdy nie istniały. W filmie wykorzystano parowóz serii "SO" typ 18-2018.

## Parowozy użyte w filmie[10]
- Eu 683-32 (rok produkcji 1928)
- SO 18-2018 (rok produkcji 1941)
- Ow 324 (rok produkcji 1905)